# Nicolas Larrat
Nicolas Larrat, né le 1er juillet 1966 à Carcassonne (Aude), est un avocat,. Il a également été président de la fédération française de rugby à XIII. Il était en poste de 2004 à novembre 2012 et il fut le quatorzième président de cette fédération.
Il milite alors pour une réduction du nombre des joueurs étrangers dans les clubs français et tentera en vain de sauver l'équipe de Marseille qui joue alors en  première division.

## Biographie
Nicolas Larrat est le fils de Gérard Larrat, ancien député, maire de Carcassonne et vice-président de la Fédération française de rugby à XIII.
Il a joué au rugby à XIII en « séries inférieures et universitaire ».